# 池袋大橋
池袋大橋（いけぶくろおおはし）は池袋駅北側の東京都豊島区池袋と上池袋、東池袋を結ぶ東京都道441号池袋谷原線の跨線橋。

## 概要
「1日の2/3が閉まったまま」だったといわれた開かずの踏切だった第二鎌倉踏切の代替として、1966年(昭和41年)11月に開通した。東武東上線、埼京線、池袋運転区入出庫線、山手線、山手貨物線を跨いでおり、コンクリート製の橋台をはさんで、跨線部は2つに分かれている。車道は2車線で制限速度は30km、大型車両および軽車両は通行不可である。跨線部には歩道が設置されている。豊島清掃工場の建設の際に、清掃工場へ出入りするごみ収集車用の入退出路が設置されほか、併設された「健康プラザとしま」へのアクセス路として、池袋人道パークブリッジ（歩行者専用跨線橋）が並行するように設置された。様々な映画、ドラマのロケ地としても使用される。

### 池袋駅北自転車駐車場
池袋大橋西側の橋下には池袋駅北自転車駐車場が設置されている。収容台数は自転車651台、原付17台で、利用時間は午前6時～翌午前1時である。当日利用の利用料金は1日あたり自転車150円、原付200円で最初の3時間は無料である。定期利用も受け付けている。

### 落書き対策
池袋大橋の擁壁では落書きが多発しており、豊島区、JR東日本池袋駅、警視庁池袋警察署などによる消去が繰り返し行われている。また対策の一環として、豊島区の依頼により、立教大学の学生サークルによるストリートアートが東側・西側それぞれの擁壁に描かれている。2001年に描かれた作品は、2012年の橋の修繕工事により消滅したため、新たな作品が描かれ2013年9月に完成している。

## 修繕計画
2008年に行われた豊島区による概略点検で「損傷が認められ追跡調査を要す」と判定されたことから、2009年に側径間部、2010年に跨線部の詳細点検が行われた。その結果、一部部材で鉄筋の腐食、コンクリートの中性化が見られ、一部の部材で許容応力度を満足できないことが確認されたことから、総合健全度評価でC判定（やや注意）となった。
これを受けて、豊島区では橋梁の長寿命化修繕計画を策定、池袋大橋については2012年から2020年にかけて健全度の回復、耐震性・耐荷性向上を目的とした修繕を行い、架設後100年の使用を目標に予防保全による管理を行うとしている。

## 作品
ドラマ
- 仮面ライダー剣 (2004年) - テレビ朝日系の特撮テレビドラマ。7話のロケ地。橘朔也がバイクで渡っていたシーン。